# Kaga kyrka
Kaga kyrka är en kyrkobyggnad i Kaga socken, Linköpings kommun i Östergötland. Den ligger på östgötaslätten 6 km nordväst om Linköping nära Svartåns utlopp i sjön Roxen och tillhör Kärna församling i Linköpings stift.

## Kyrkobyggnaden
Den nuvarande kyrkan, som kan ha föregåtts av en äldre kyrka på samma plats, är en av Östergötlands bäst bevarade kyrkor från äldre medeltid. Den vitputsade kalkstenskyrkan består av ett rektangulärt långhus med smalare absidförsett kor, sakristia i norr, vapenhus i söder och torn i väster. På tornets södra sida, bredvid vapenhuset, finns överbyggnaden till den så kallade Gerstorpsgraven. Långhus och kor täcks av två skilda sadeltak, absiden har konformat tak. Det smäckra tornet kröns av en hög och spetsig spira. Kyrkorummet nås via vapenhuset.
Långhuset, med valv i två travéer, och det något smalare koret är rikt dekorerad med sengotiska kalkmålningar av en efterföljare till Risingemästaren, som fyllde Risinge gamla kyrka med målningsdekorationer. I koret finns till exempel en framställning av den apostoliska trosbekännelsen, presenterad av apostlar och gammaltestamentliga texter framförda av profeter. I valvkappan över triumfbågen återges händelserna vid tetrarken Herodes Antipas gästabud, där Johannes döparen blir halshuggen och Herodias dotter Salome bär fram hans huvud på ett fat. Scenernas placering mellan långhus och kor kan antyda att Johannes döparen varit kyrkans skyddshelgon. Ovanför predikstolen finns en av landets mest välbevarade bilder av lokalhelgonet S:ta Kakwkylla.
Av den romanska kyrkan från 1100-talet — enligt traditionen uppförd av konung Sverker den äldre 1137 — återstår långhus, kor med absid samt västtornet, som dock troligen fullbordades något senare.

## Historik
Den nuvarande kyrkan är uppförd med samma byggnadsteknik som några av de äldsta kyrkorna i Östergötland, till exempel de äldsta delarna av Vreta klosters kyrka. Planen och detaljutformningen pekar på att den byggts med emporium för en herreman. Vid en dendrokronologisk undersökning av prover från långhus och kor tagna i juni 1986 har ett prov daterats till efter år 1095, 2 till efter 1115 och ett till efter 1119. Virket bör ha fällts under 1120-talet och bygget ha avslutats strax därefter, troligen ett tiotal år tidigare än vad traditionen säger.
Att denna romanska kyrka är så pass oförändrad beror på att den under medeltiden försörjde ett kanonikat vid domkyrkan som inte var förknippat med några plikter på plats. De kaniker och biskopar som disponerade tiondet från Kaga var inte motiverade att investera i byggnaden, utan lät den förbli nästan i originalskick. Detta var under medeltiden ingenting ortsborna kunde vara stolta över. Kyrkan uppfördes ursprungligen med små högt sittande fönster och platt innertak av trä. Tidigt, sannolikt redan under förra hälften av 1200-talet, försågs såväl långhus, som kor och absid med romanska kalkmålningar. Vid mitten av 1400-talet slogs kryssvalv i tegel och strax därefter dekorerades interiören med sengotiska kalkmålningar. Kordekorationen kan vara utförd av den så kallade Risingemästaren, medan långhuset skulle kunna vara målat av dennes elev Amund. Genom valvslagningen och den nya dekoreringen försvann de synliga senromanska väggmålningarna, men kvarvarande delar ovanför valven kan fortfarande ses uppe på kyrkvinden.
Även i tornhuven undersöktes åldern på träet. Virket där har fällts under vintern 1506/1507. Av snickarmärkena kan man se att spiran först konstruerats på marken och, efter att ha tagits isär, sedan satts ihop på plats. Vid monteringen var inte virket helt torrt, varför denna bör ha ägt rum redan under våren eller försommaren 1507. Spiran reparerades sedan 1727 och 1750.
Vapenhuset samt gravöverbyggnaden tillkom troligen på 1600-talet. Den nuvarande sakristian uppfördes 1744-1746.
Carl Fredric Broocman, som besökte Kaga i mitten av 1700-talet, skriver: "Uti gamla Bref kallas Kyrkan ock Kawa, Kafhögan och Kagu; dock wet man icke hwad anledning warit at kalla henne så, eller hwad orden betyda; men om hennes ålder wet man likwäl berätta, at hon är funderad wid paß år 1137 af Konung SVERKER Kolson, som wid Kyrkons inwigelse här låtit döpa sin gamla Fader, Kinda-Konungen KOOL, hwilken strax therpå uti Dop-kläderna blifwit död, och först begrafwen uti Kyrkon. Under Påwedömet har hon warit Præbenda åt Dom-Kyrkons Oeconomis, ibland hwilka Ragvaldus Simonis war år 1256 Presbyter in Kafhögom. Biskopen Petrus Caroli fick af Kon. JOHAN then Tredje, med bref daterat Stegeborg then 1 augusti 1587, Kaga Sokn under Biskopsstolen, hwilket Kon. GUSTAV ADOLPH med sitt bref then 13 Febr. 1627 gjorde ewärdeligit.
Hon är upmurad af huggen Telg- eller Kalksten med ett ansenliga högt Torn, och står på Krono grund, 3 fjerdedels mil ifrån Linköping. Uti längden håller hon 29 och en half och uti bredden 10 och en fjerdedels aln. Altartaflan är ifrån Påwetiden, och består uti några förgyldta bilder med Christi Korßfästelse. Prädikstolen är gjord af Bildthuggare, blå anstruken och med förgyldt Löfwerk öfwerdragen. År 1747 blef han köpt och upsatt, tå han kostade 600 Dal. Kopp:mt, hwartil Församlingen genom sammanskott bidrog thet mesta, och thet öfriga togs utaf Kyrkons medel. [...]
Förut är redan nämndt at Kyrkan har Torn: uti thetsamma hänga Klockorna, och ses på then större årtalet MDCXXXV, men på then mindre ingen ting anmärkt. Sacristian, som war trång och mörk, nederbröts år 1745, tå en aldeles ny upmurades.
Vid slutet av 1700-talet klagades det, liksom på så många andra håll, över bristfälligheter och för små utrymmen i kyrkobyggnaden. Vid en sockenstämma föreslog biskop Jacob Axelsson Lindblom (1746-1819) att man skulle slå ihop sig med Kärna församling och bygga en gemensam kyrka. Murmästare C. Seurling hade upprättat ett förslag till en ny stor kyrkobyggnad som skulle ersätta den medeltida kyrkan, förutom tornet, som skulle bevaras. Förslaget antogs år 1796. När man börjat med grundläggningen, visade det sig att den gravfond, man planerat använda för finansieringen, icke kunde upplåtas för ett sådant här projekt, varför arbetet avbröts. I sista stund hade den gamla klenoden räddats åt eftervärlden.
Kyrkans nuvarande inredning tillkom vid en renovering 1906-1907 utförd under ledning av arkitekten Thor Thorén. Då uppfördes också en ny läktare, där firma E. A. Setterquist byggde en ny modern pneumatisk piporgel. De sengotiska kalkmålningarna "framkallades och förstärktes" och i koret tillkom glasmålningar och en ny kalkmålning.
År 1937 gjordes en inre restaurering och 1965-1966 en yttre, då kyrkan återfick spåntak.
År 1973 togs en del övermålningar från 1907 bort och de sengotiska målningarna på kyrkvinden konserverades. Under fasadputsen påträffades två ursprungliga portaler. Kyrkan hade ursprungligen alltså fyra ingångar.
År 2011 konserverades målningarna på kyrkvinden åter igen då de uppvisade kraftig flagning.
I stort sett har kyrkans medeltida utseende bevarats. I sydportalen finns fortfarande den ursprungliga järnbeslagna dörren kvar.

## Bilder

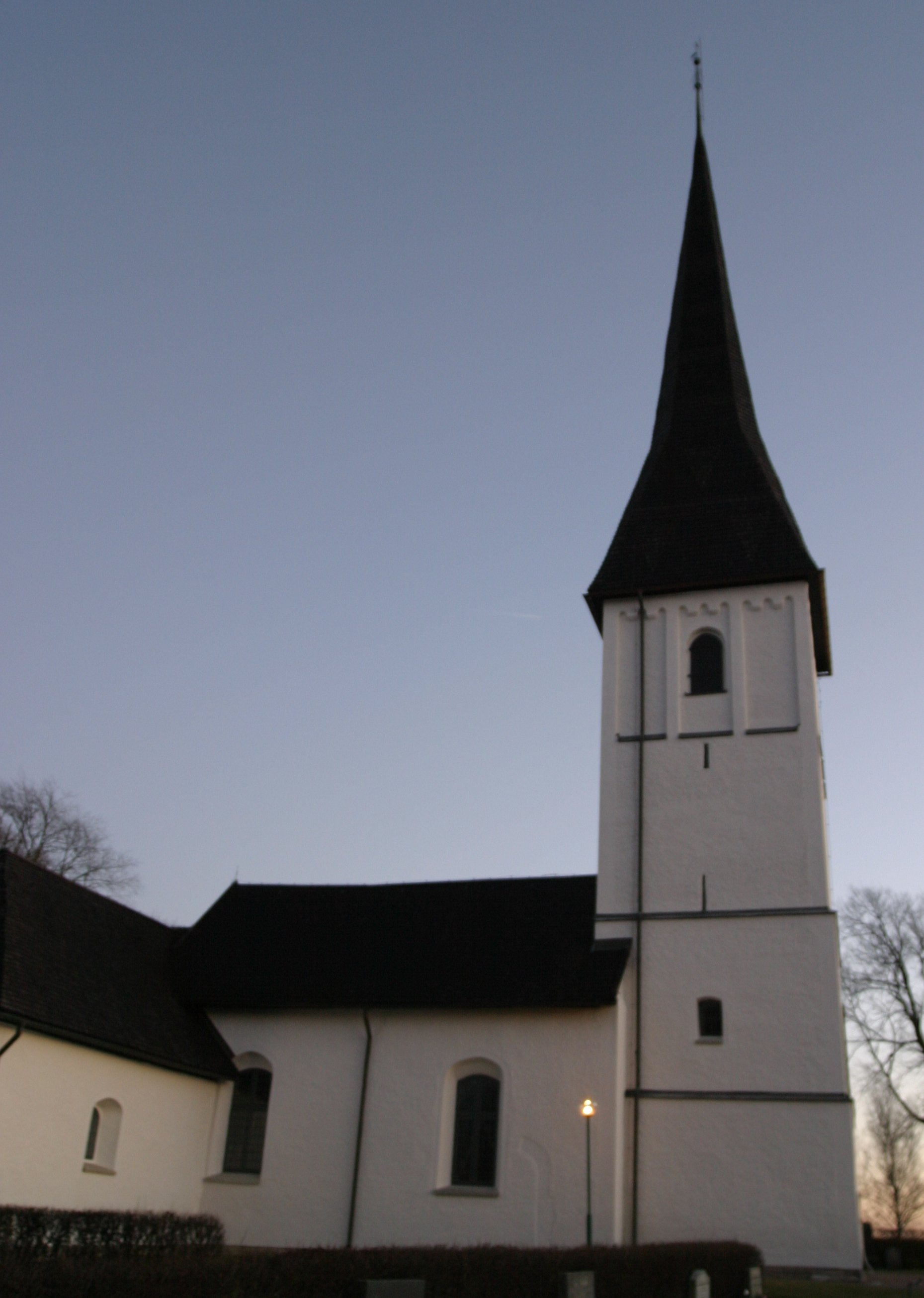
Exteriör från norr
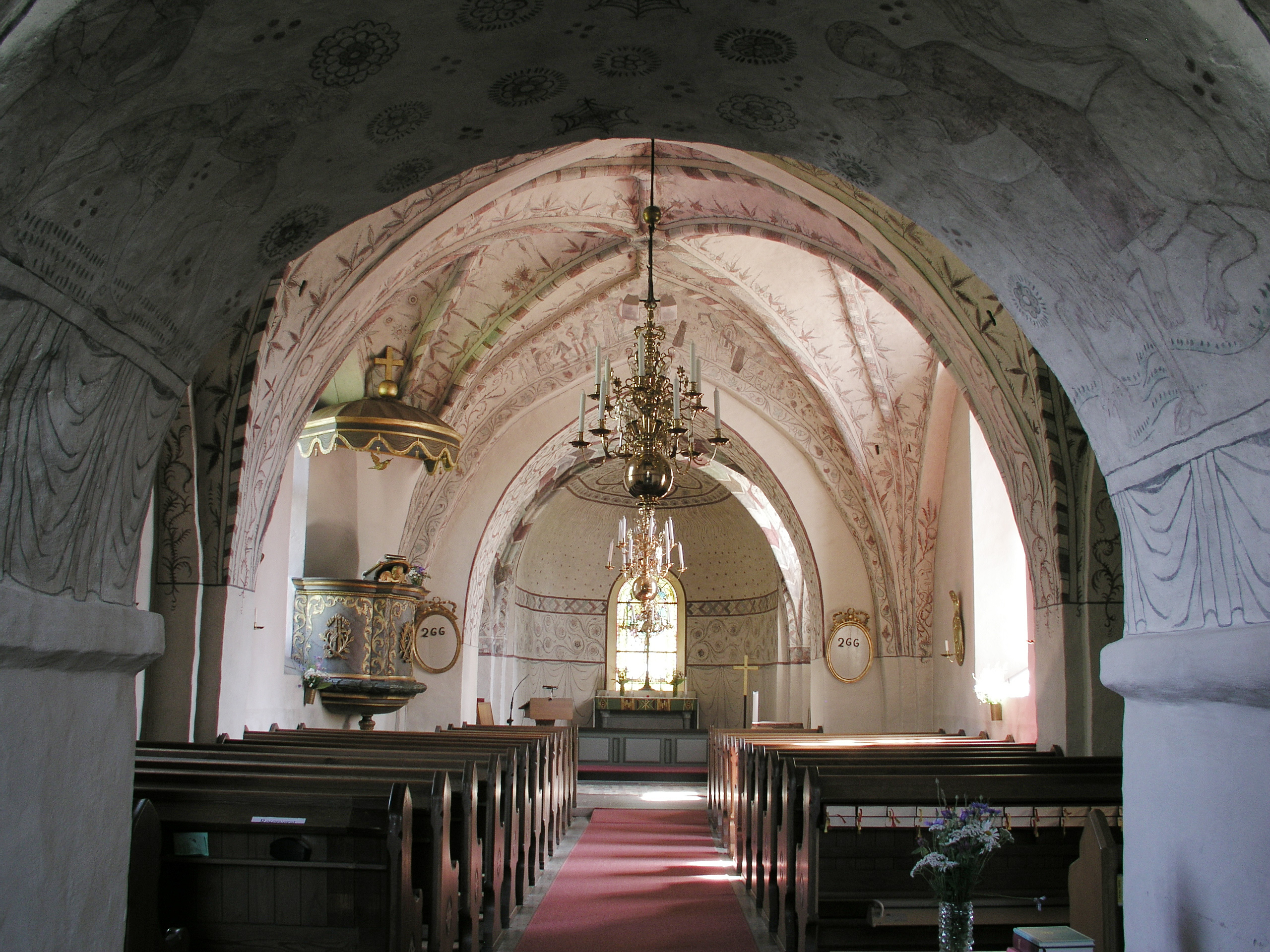
Långhuset mot koret
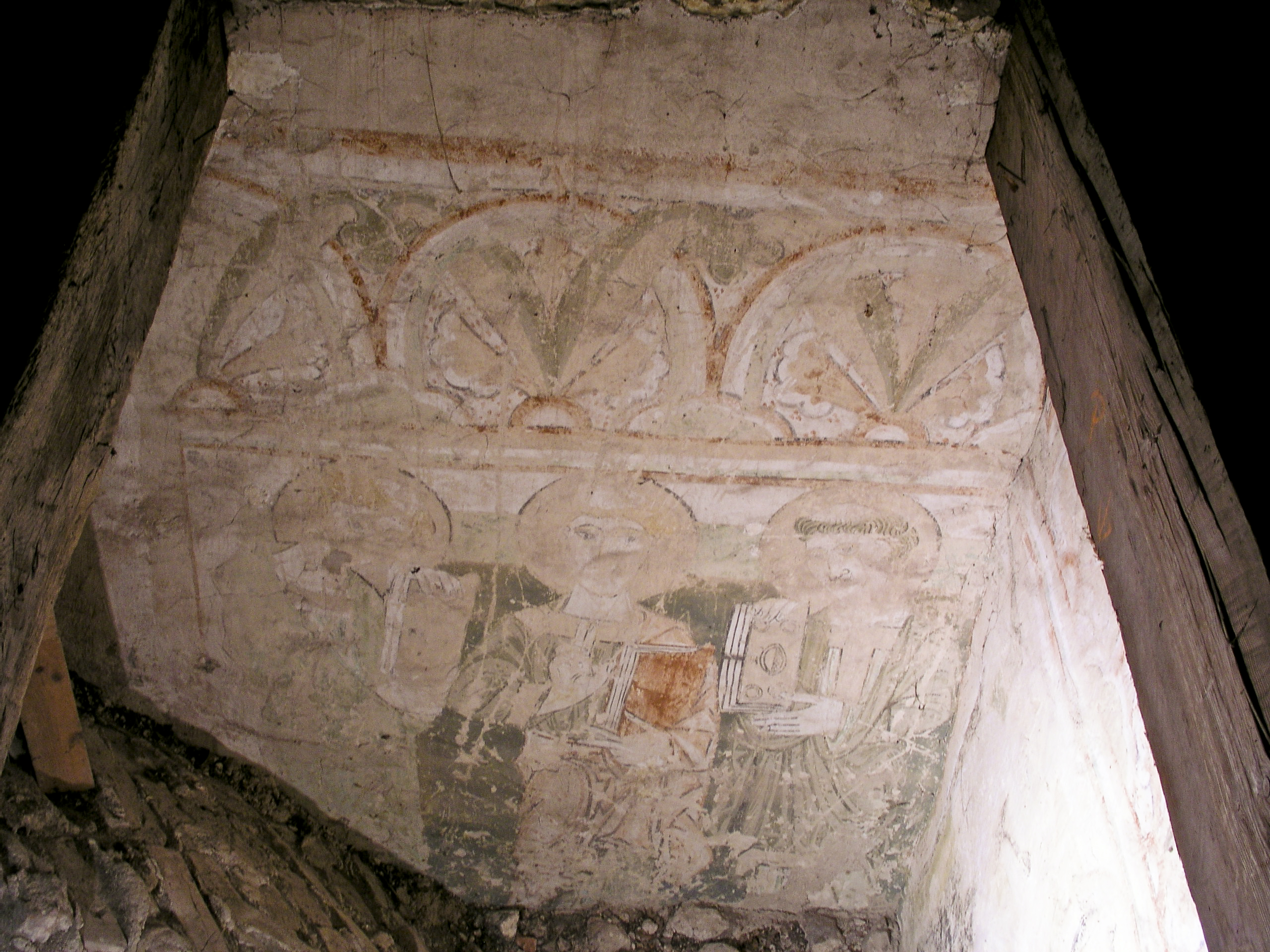
Senromansk kalkmålning på vinden (tidigt 1200-tal)
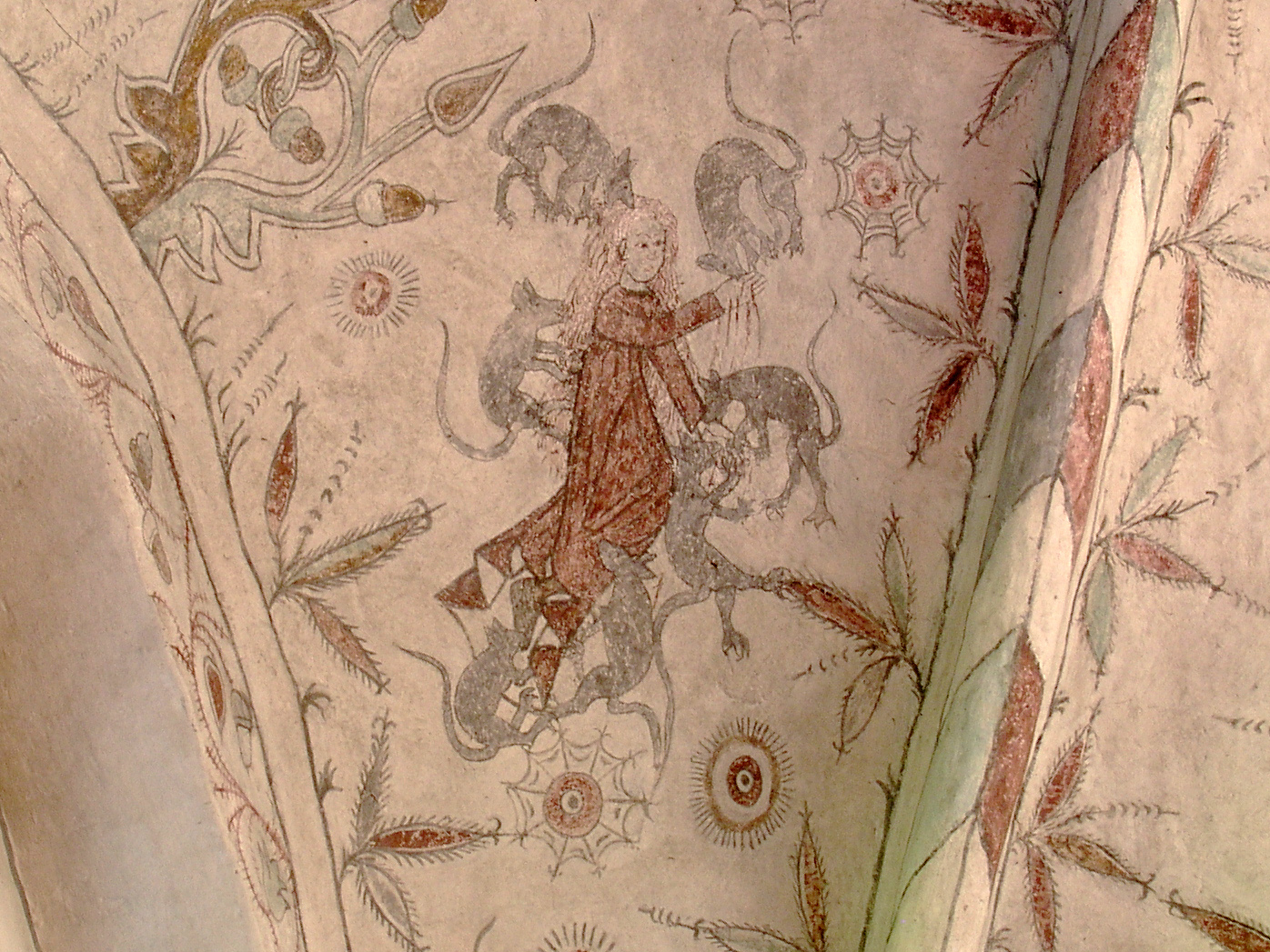
Sengotisk (sent 1400-tal) kalkmålning: S:ta Kakwkylla angrips av råttor
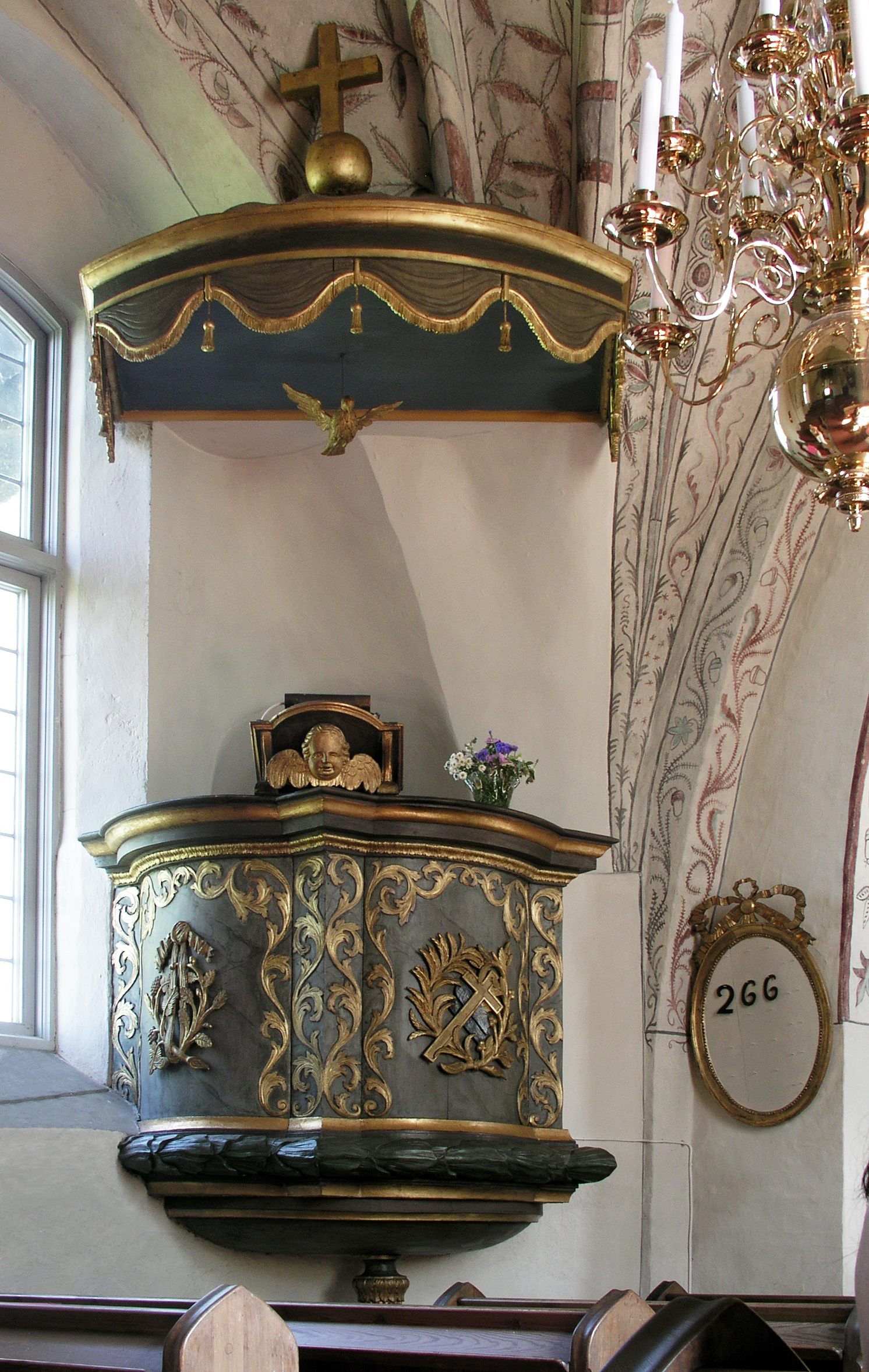
Predikstol av Niclas Österbom
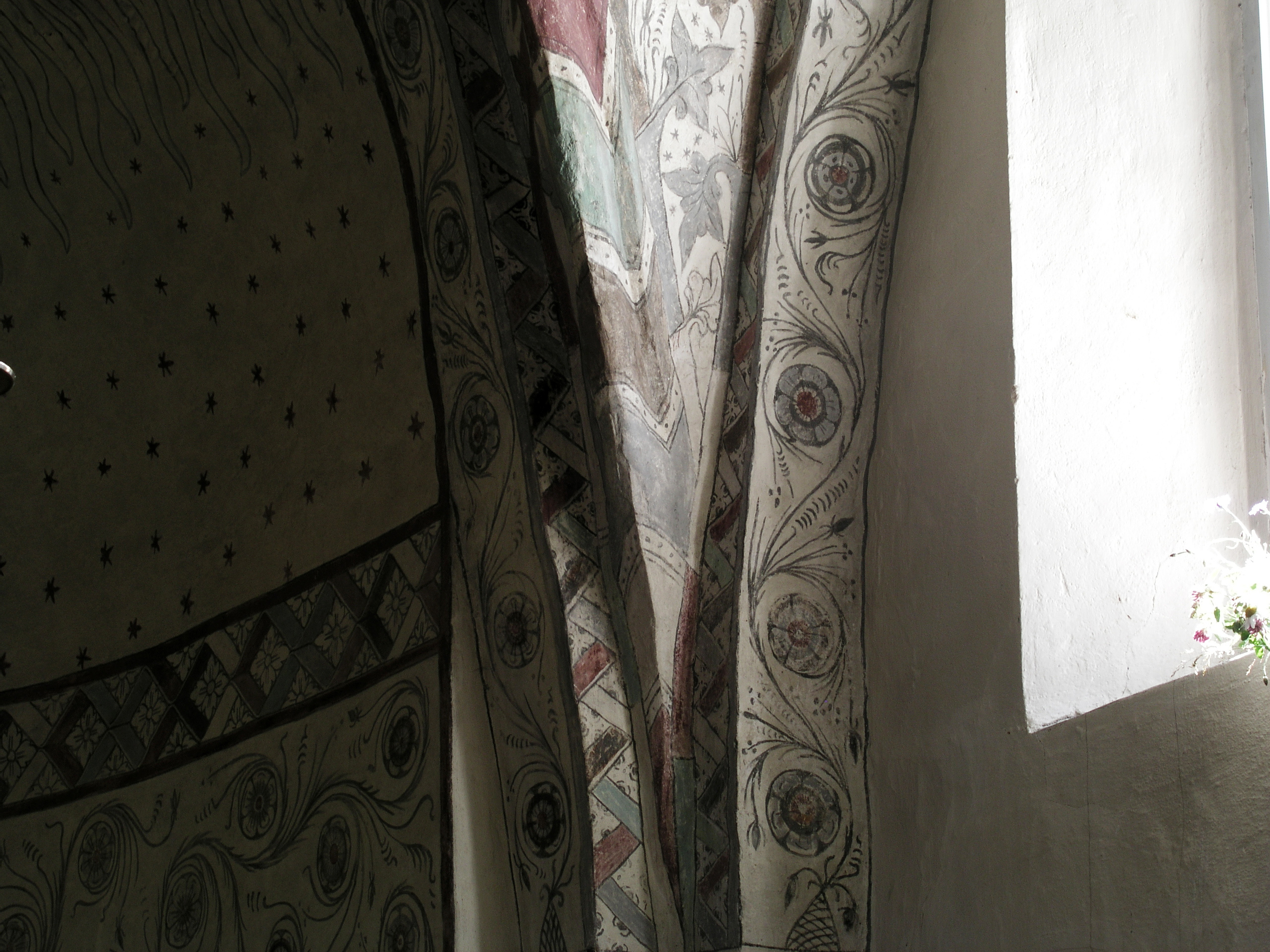
Sengotisk kalkmålning
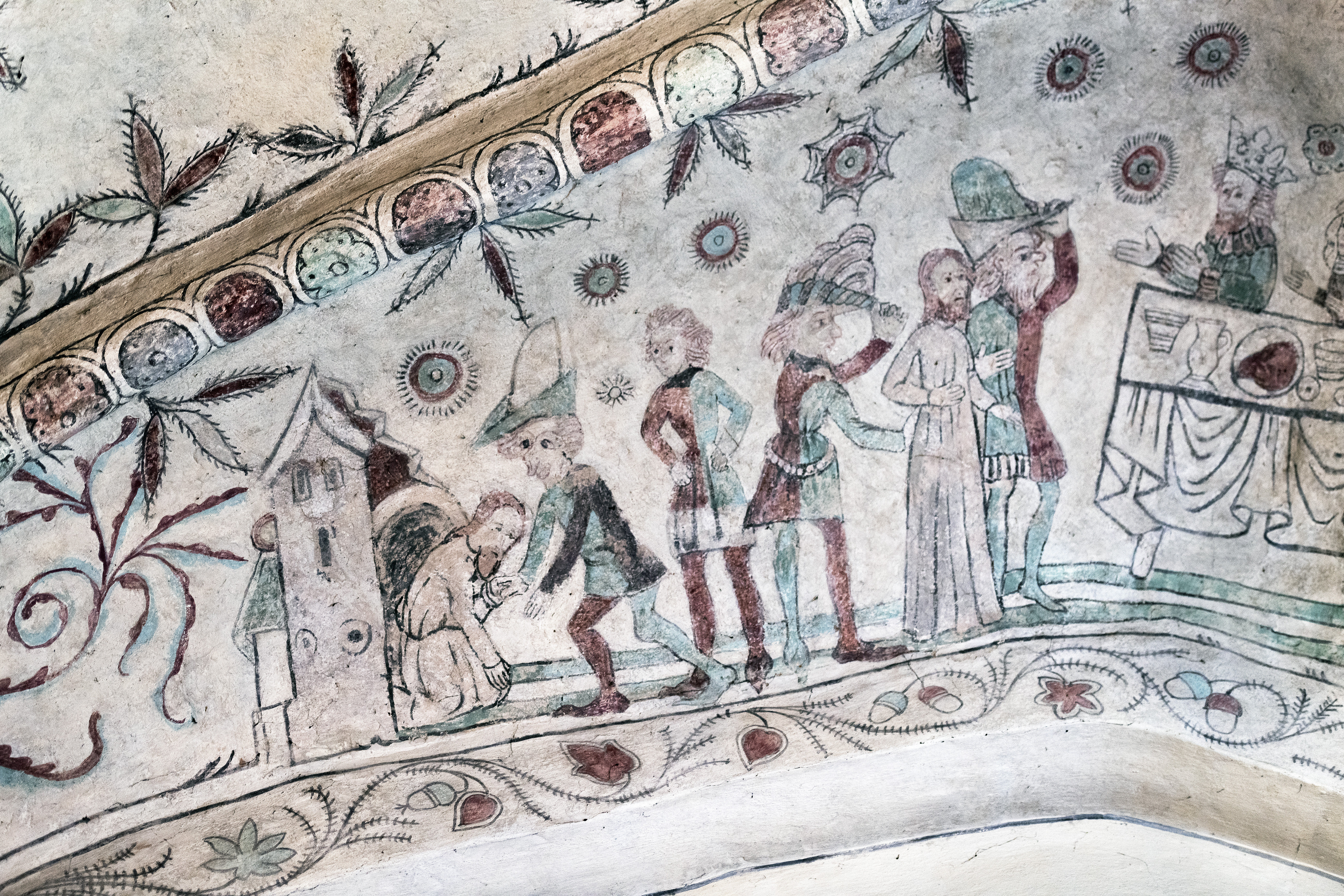
Berättelsen om Johannes döparen och t.v. hämtas han ur fängelset. Th. förs han till kungen.
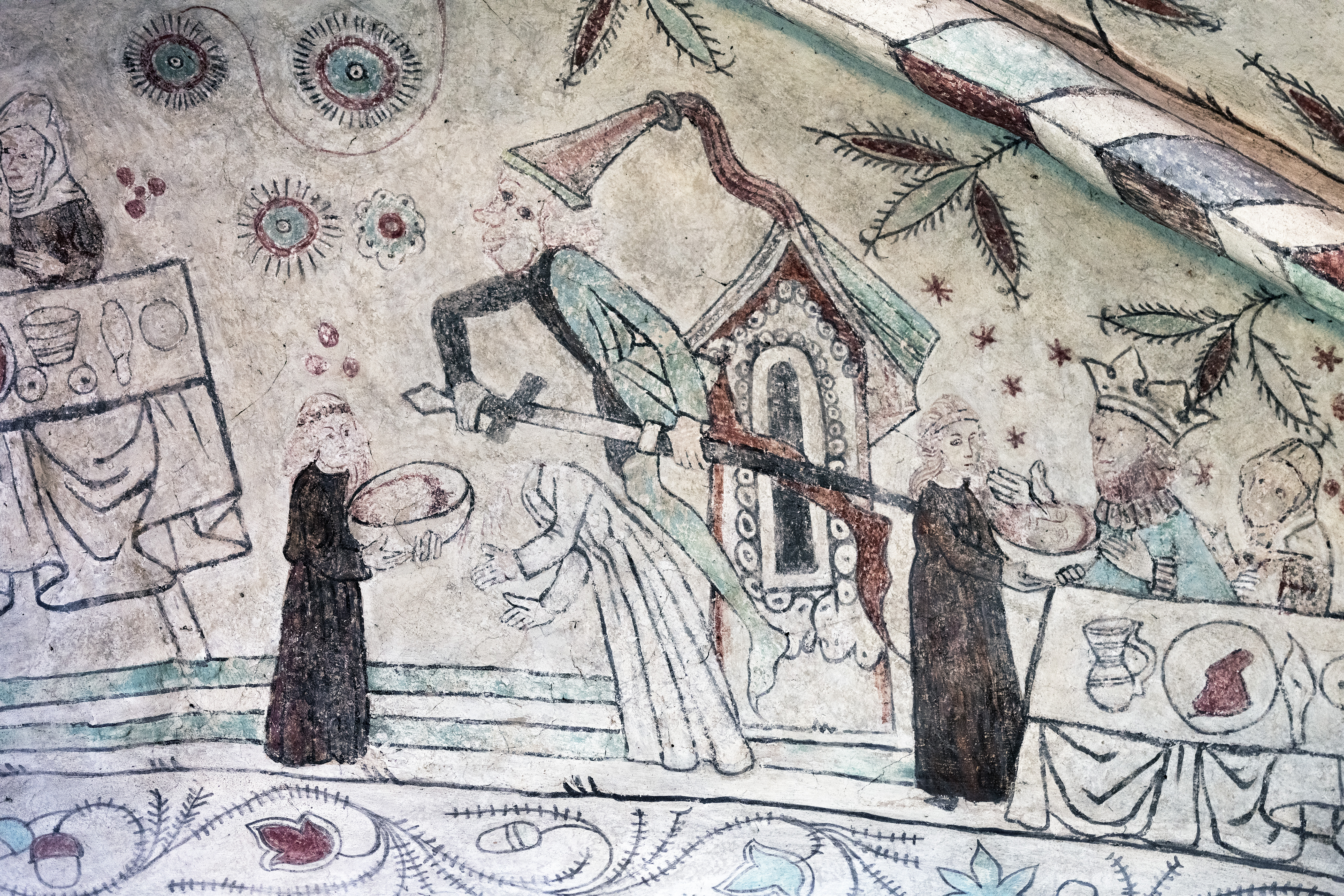
Johannes halshuggs och Salome har hans huvud på ett fat t.h.
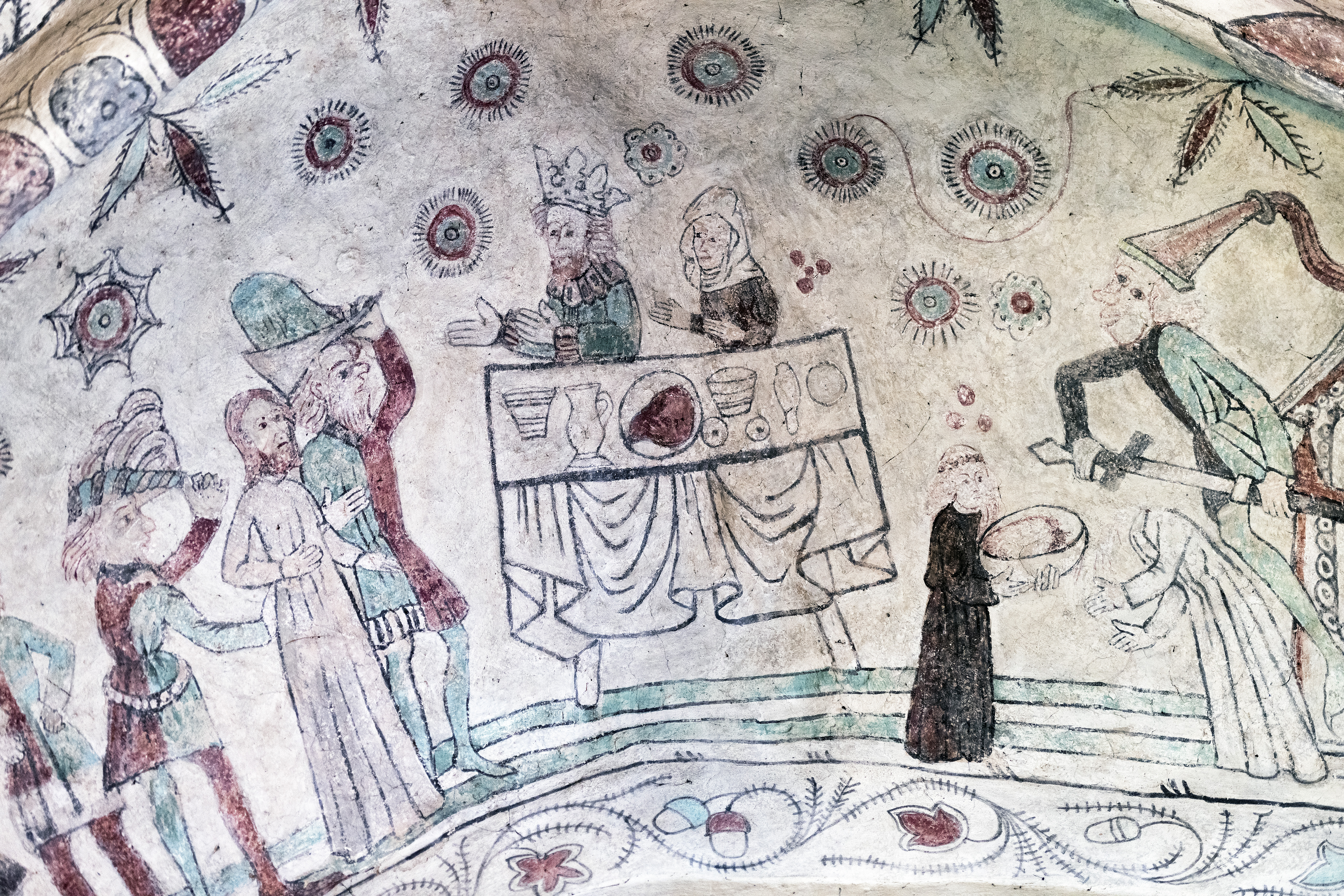
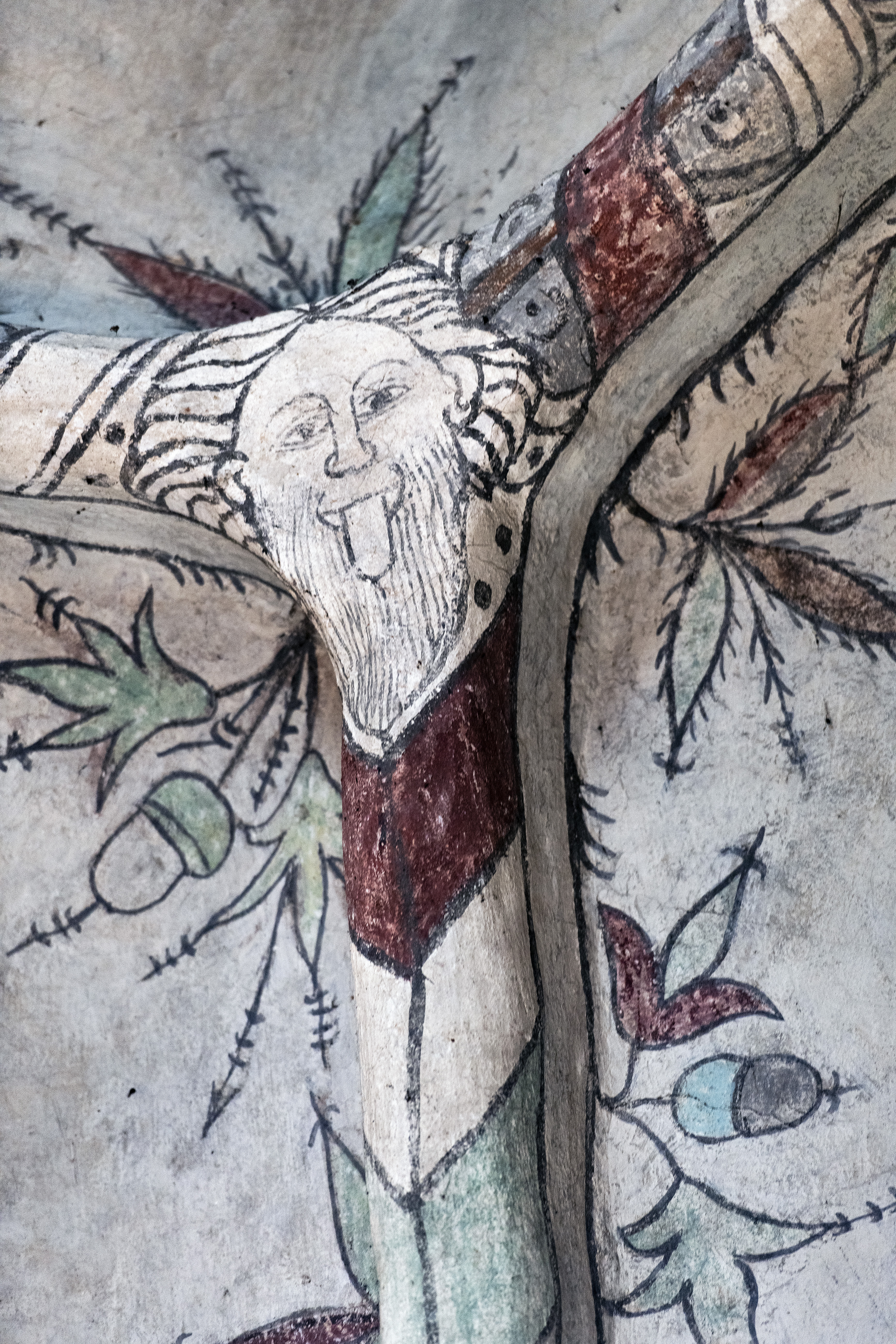
Kalkmålning
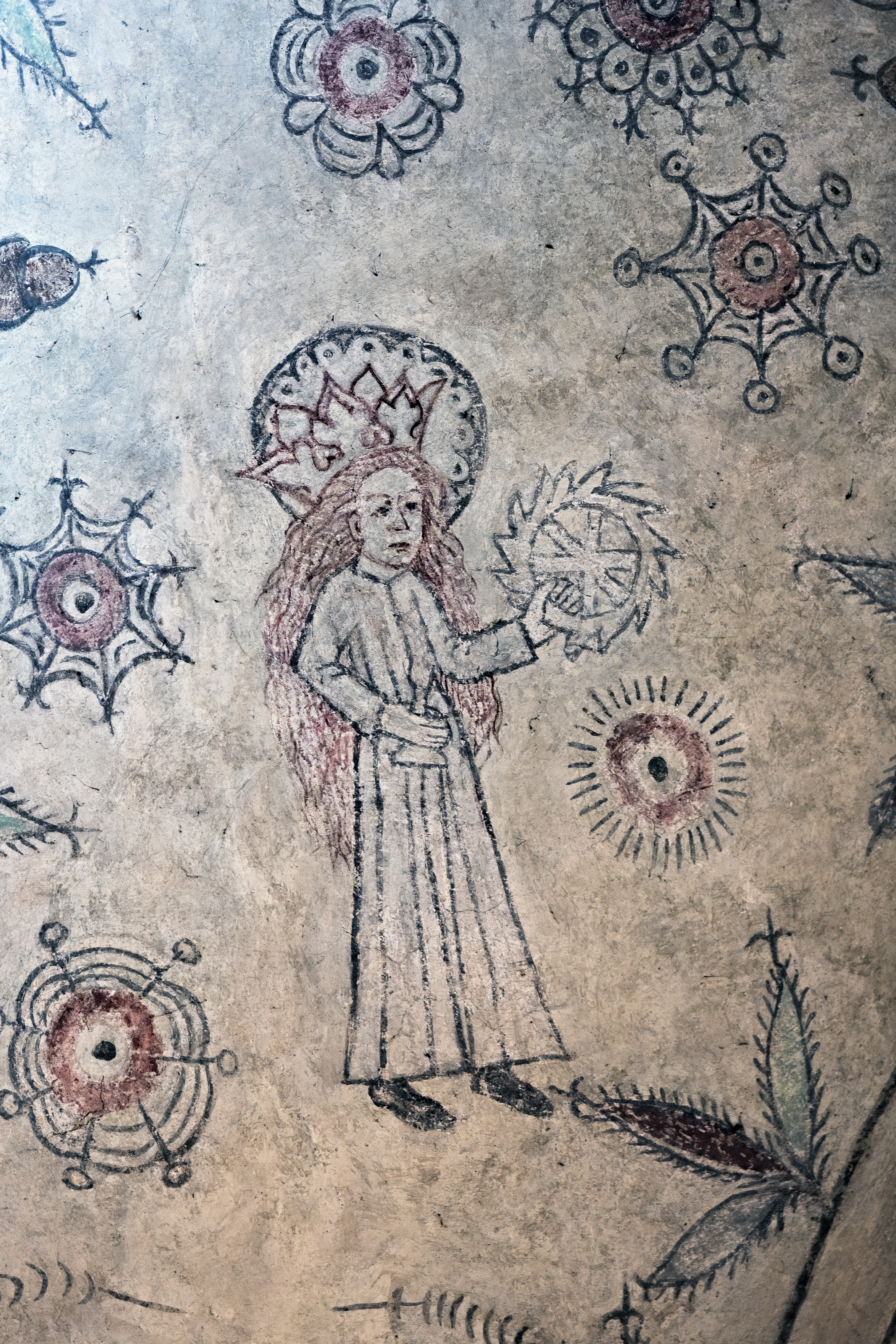
Katarina av Alexanderia.
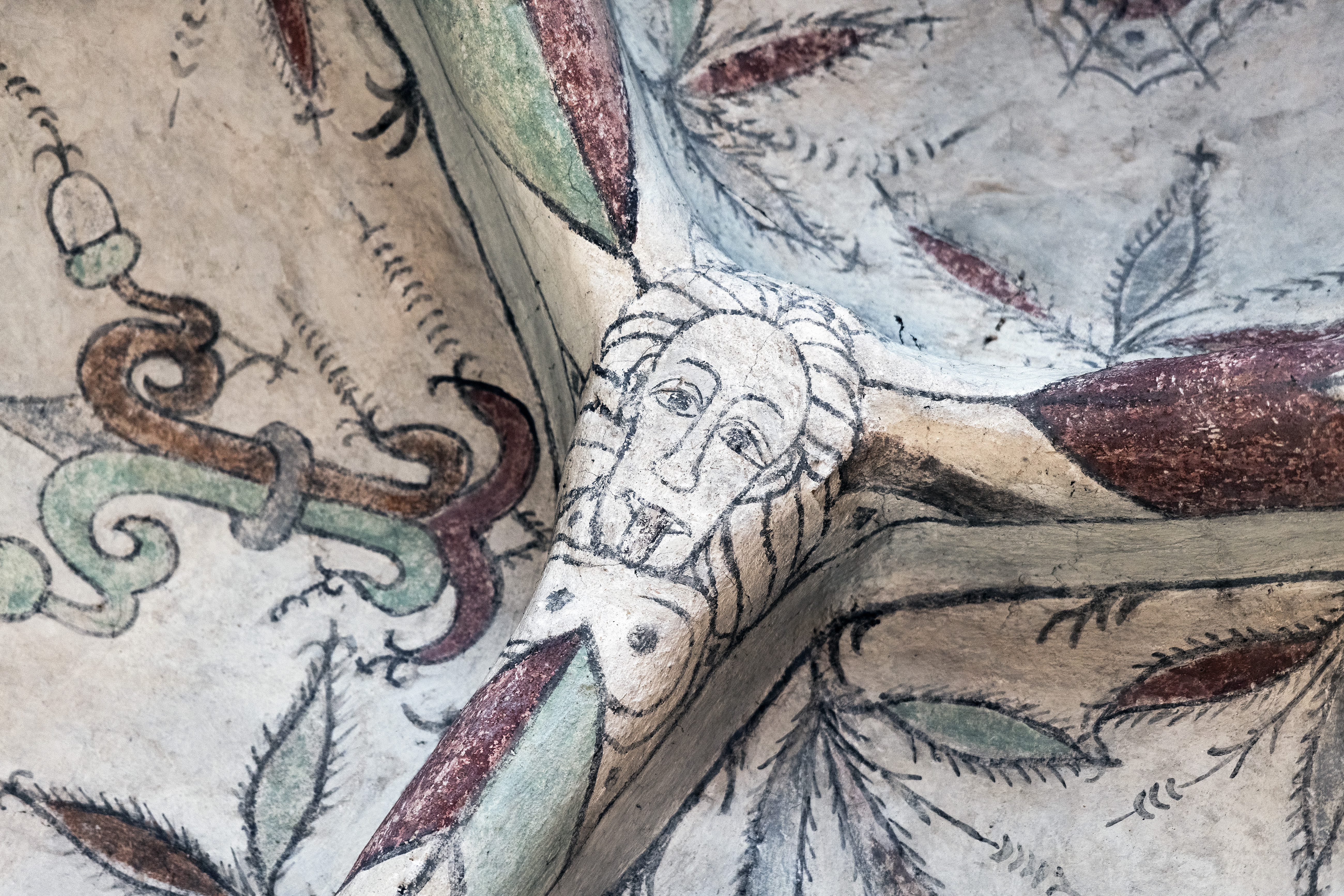
Kalkmålning
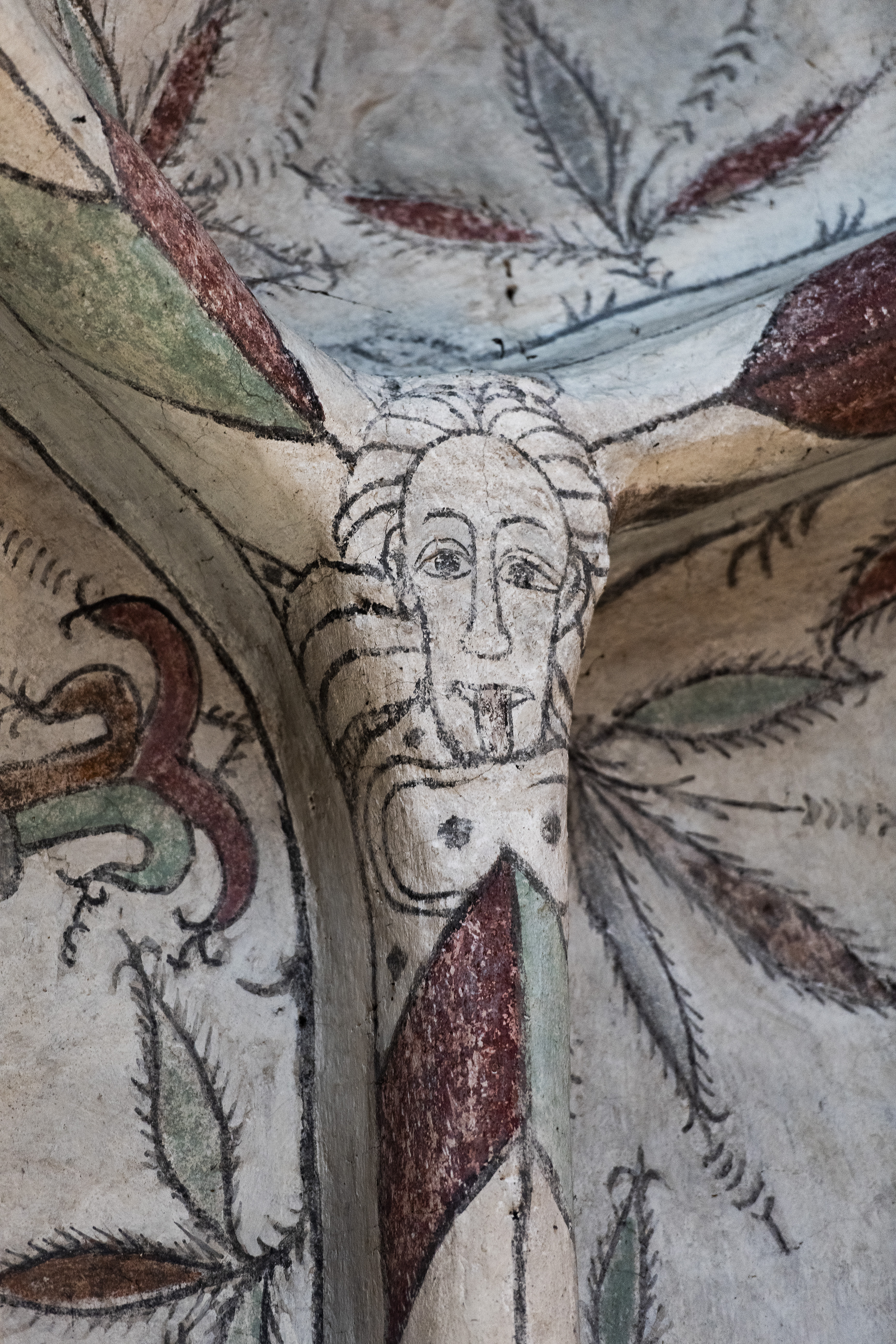
Kalkmålning

## Inventarier

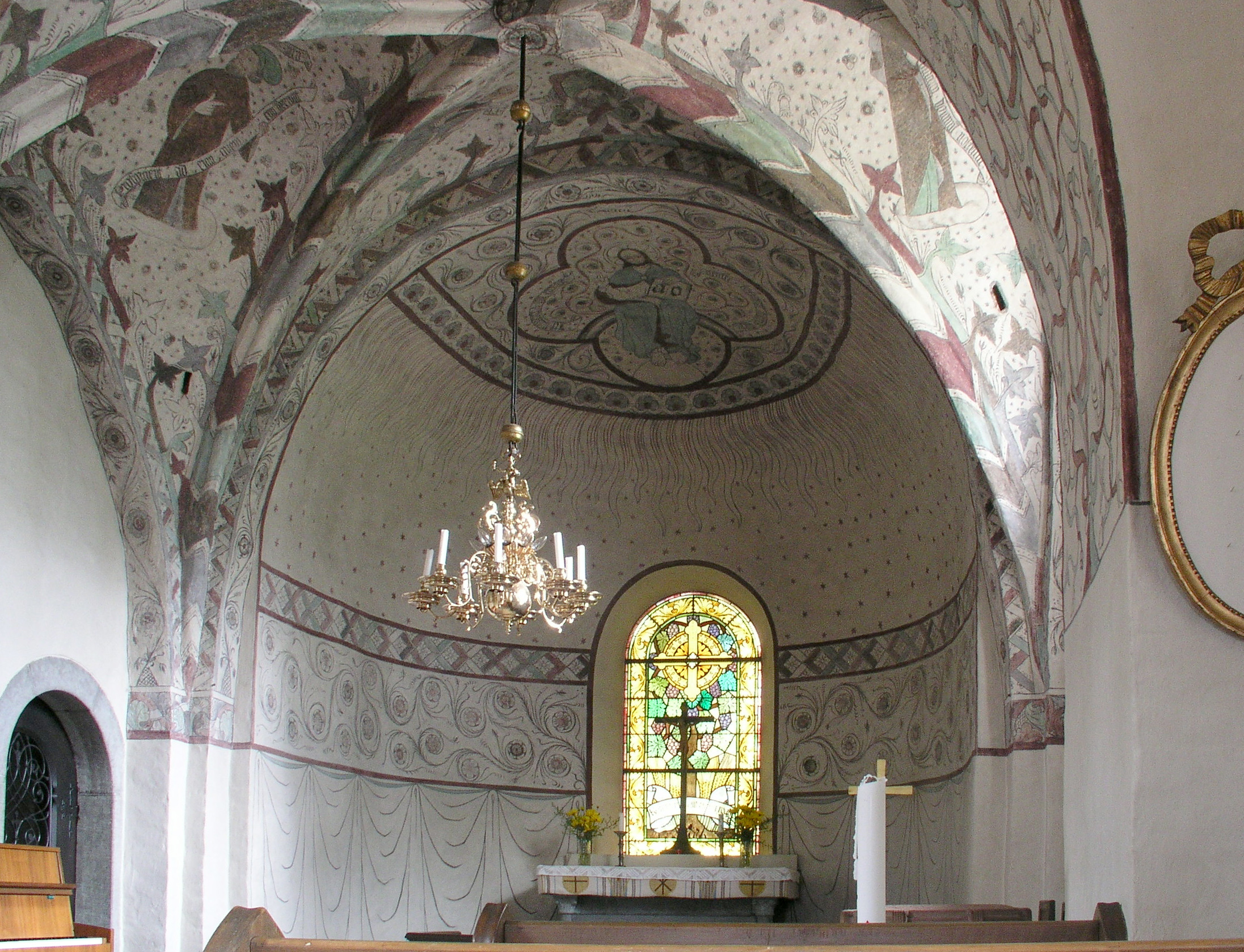
I koret sengotisk kalkmålning, i absiden Kristus som världsdomare, målad av Edvard August Bergh 1907

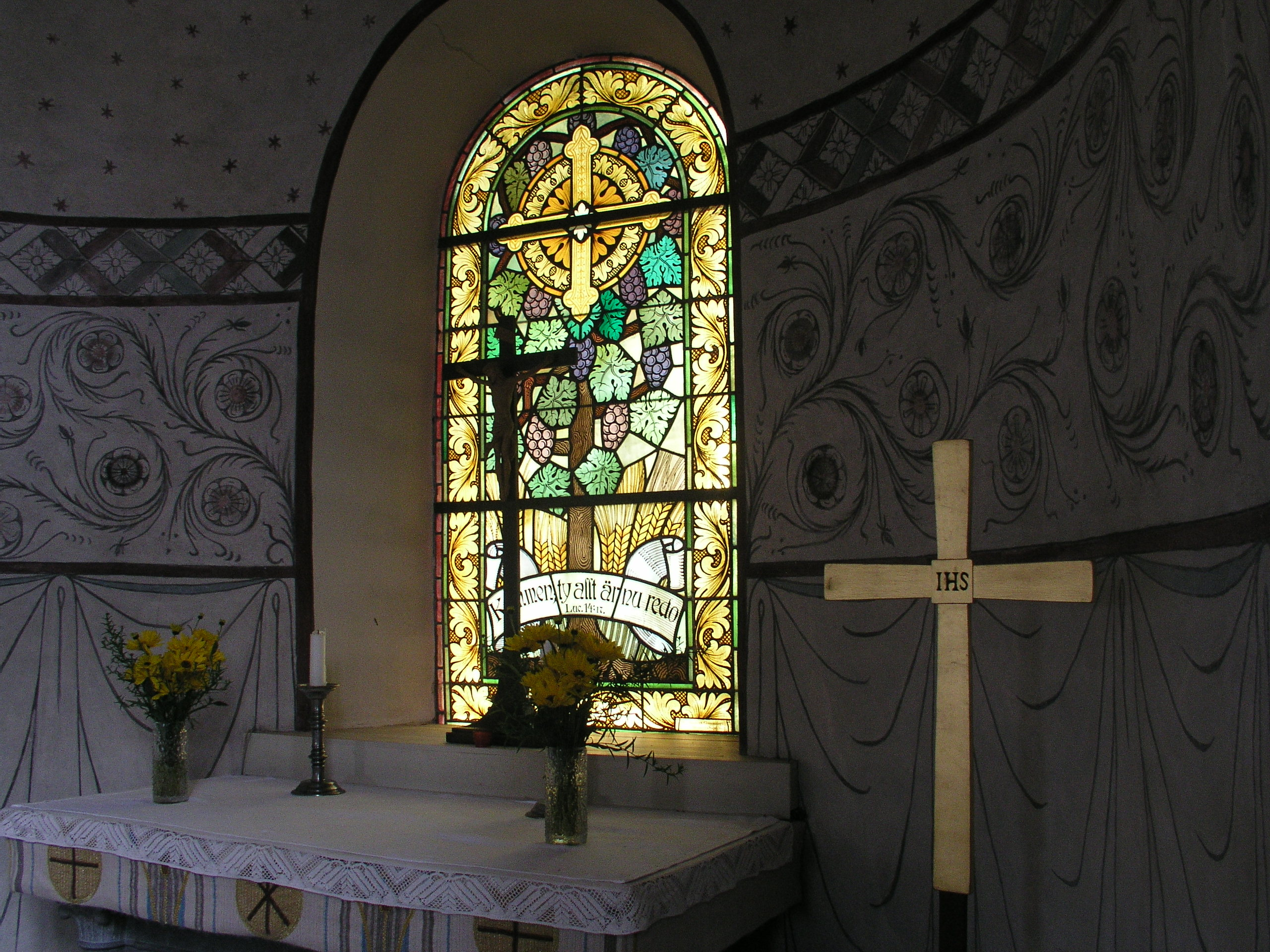
Glasmålning av Neumann & Vogel

- Järnbeslagen dörr i sydportalen, jämngammal med kyrkan, en av de äldsta i Linköpings stift.
- Den järnbeslagna dörren i korportalen, också ursprunglig.
- Skulptur: "Kagabiskopen" stående på ett liggande lejon vid sydportalen.
- Senromanska kalkmålningar av oidentifierad upphovsman under 1200-talets första fjärdedel, (bilder).
- Sengotiska kalkmålningar av upphovsman från kretsen kring Risingemästaren och efterföljaren Amund under 1400-talets andra hälft, (bilder).
- Kalkmålning i absiden från 1906-1907 visande "Kristus som världens domare" utförd av konstnären Edvard August Bergh.
- Träskulpturer av ek ur altarskåp från verkstad i Östergötland under 1400-talets, andra hälft (bilder).
- Träskulpturer tillhörande en altaruppsats från 1600-talet.
- Predikstol av snickarmästare Niclas Österbom, Norrköping, 1747.
- Dopfunt, tillkommen 1907.

- Nattvardskalk med fot och skaft från 1400-talet.
- Skål skapad 1790 av silversmeden Nils Tornberg, Linköping.
- Patén av silversmeden Nils Nilsson d.y. Behm, Linköping.
- Brudkrona från 1759 av silversmeden Nils Dahl, Linköping.
- Vinkanna i rokokostil, utformad 1756 av silversmeden Kilian Kelson, Stockholm, skänkt år 1800 av Gustaf Otto Douglas på Gerstorp.
- Glasmålningar från 1646 visande vapensköldar för Hans Mårtensson Garff (Garfwe) och hans hustru Christina Assersdotter.
- Glasmålningar i östfönstret från 1906-1907 av firman Neumann & Vogel í Stockholm.

- Mässhake från 1608 av röd sidentaft försedd med ett kors i guldtyg, ett krigsbyte från biskopsborgen Marienburg vid Würzburg år 1631.
- Mässhake från 1740 av sammet med guldgaloner och metalltrådsbroderier.
- Kalkduk från 1600-talet av vitt linne med broderade blomornament i rött silke.
- Brudpäll från 1700-talet av gult siden.

## Orglar

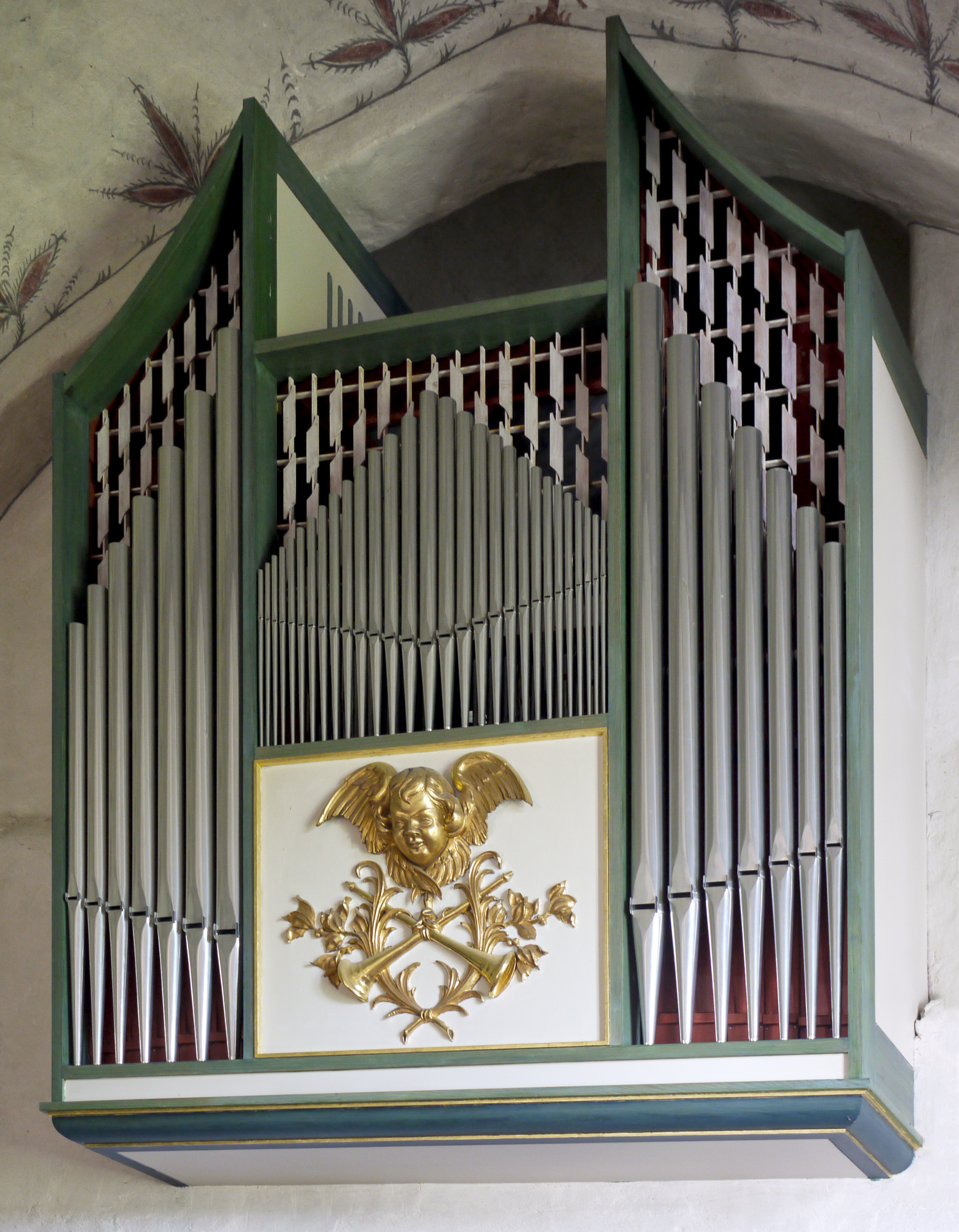
Orgel

- 1860: Sven Nordström, Flisby, byggde ett 7-stämmigt orgelverk
- 1907: Firma E. A. Setterquist, Örebro, byggde en 2-manualig, 10-stämmig pneumatisk orgel.
- 1929: Orgeln placerades på en nybyggd läktare.

Disposition
| Manual I     | Manual II           | Pedal      | Koppel      |
| Borduna 16'  | Rörflöjt 8'         | Subbas 16' | II/I        |
| Principal 8' | Salicional 8'       |            | I/P         |
| Gamba 8'     | Flûte harmonique 8' |            | II/P        |
| Oktava 4'    | Violin 4'           |            | Oktavkoppel |
| Trumpet 8'   | Crescendosvällare   |            |             |

- 1985: Setterquistorgeln magasineras och Smedmans orgelbyggeri, Lidköping, byggde en ny 1-manualig, 11-stämmig mekanisk orgel. Även fasaden byttes ut. Alla manualregister är delade mellan h0-c1.

Disposition
| Manual          | Pedalverk        |
| Rörflöjt 8'     | Subbas 16'       |
| Fugara 8'       | Gedacktpommer 8' |
| Principal 4'    | Svegel 4'        |
| Spetsflöjt 4'   |                  |
| Waldflöjt 2'    |                  |
| Nasat 1 1/3'    |                  |
| Scharf II chor. | Koppel           |
| Regal 8'        | Manual/pedal     |

## Runsten

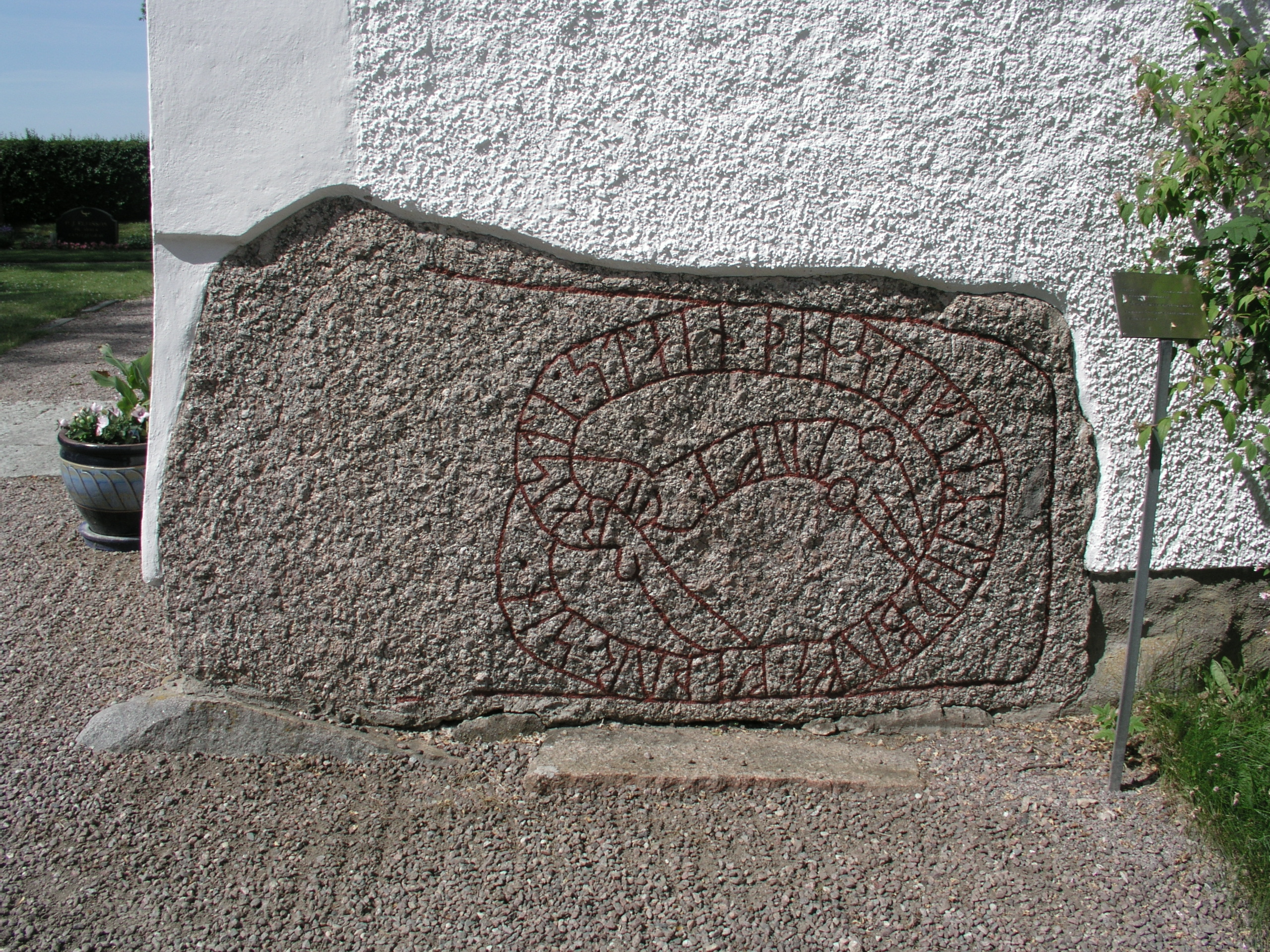
Runsten i kyrkväggen

En runsten från 1000-talet (Ög 103) är inmurad i kyrkväggen. Inskrift: Tove reste denna sten efter Lid-Bove, sin fader.